# Psylla amakusensis
Psylla amakusensis är en insektsart som beskrevs av Shinji Kuwayama 1939. Psylla amakusensis ingår i släktet Psylla och familjen rundbladloppor. Inga underarter finns listade i Catalogue of Life.